# Cristina Antonia Somis
Cristina Antonia Somis (Torino, 14 agosto 1704 – Parigi, 12 aprile 1785) è stata una cantante italiana.

## Biografia
Fin dall'età di 16 anni si mise in luce come cantante dotata di una bella voce e di sensibilità espressiva. Nel 1733 sposò il pittore Carlo Andrea Van Loo (1705-1765), appartenente ad un'illustre stirpe di artisti di origine olandese e residente a Torino sin dal 1712. Nel 1734 seguendo il marito, che era al servizio del principe Vittorio Amedeo di Carignano, si stabilì a Parigi. La coppia ebbe due figli: Marie-Rosalie (1741-1762) e César (1743-1821).
Con sue doti non comuni di cantante Cristina Antonia non tardò a conquistare il pubblico sofisticato dei salotti parigini. Oltre che come esecutrice fu attiva come insegnante. Fra le sue allieve di canto si annovera la celebre Marie Fel.